# Rio Humuya
Humuya é um rio que atravessa o território de Honduras, na América Central.